# Barnabás Bese
Barnabás Bese (Boedapest, 6 mei 1994) is een Hongaars voetballer die doorgaans speelt als rechtsback. In juli 2024 verruilde hij Fehérvár voor Újpest. Bese maakte in 2016 zijn debuut in het Hongaars voetbalelftal.

## Clubcarrière
Bese speelde vanaf zijn negende in de jeugd van Csepel. Na twee jaar maakte hij de overstap naar de opleiding van de Hongaarse topclub Ferencváros, die hij in 2008 verliet voor MTK Boedapest. Voor die club maakte hij ook zijn debuut. Op 26 mei 2012 werd met 2–1 verloren op bezoek bij Szigetszentmiklós en Bese begon in de basis en speelde het gehele duel mee. Vanaf zijn derde seizoen in het eerste elftal werd Bese steeds meer een vaste waarde. In dat seizoen, waarin hij tot vier doelpunten zou komen, tekende de rechtsback op 3 augustus 2013, op bezoek bij Diósgyőri (2–2), voor zijn eerste treffer als professioneel voetballer. In het seizoen 2015/16 speelde hij in alle drieëndertig competitiewedstrijden mee en voor het eerst zou hij dat seizoen Europese wedstrijden spelen. In de voorronde van de Europa League 2016/17 zou de vleugelverdediger zelfs zijn eerste doelpunt maken in internationaal verband, toen hij op 7 juli 2016 scoorde tegen Aqtöbe FK, waarvan met 2–0 gewonnen werd. Aan het einde van de transfermarkt in de zomer van 2016 maakte Bése de overstap naar Le Havre, waar hij zijn handtekening zette onder een verbintenis voor de duur van vier seizoenen. In augustus 2020 maakte hij de overstap naar OH Leuven. In januari 2022 werd de verbintenis van Bese ontbonden. Hierop tekende hij bij Fehérvár. Zijn contract verliep in de zomer van 2024, waarop hij bij Újpest tekende.

## Clubstatistieken
| Seizoen | Club          | Competitie        | Competitie | Competitie | Beker | Beker | Internationaal | Internationaal | Totaal | Totaal |
| Seizoen | Club          | Competitie        | Wed.       | Dlp.       | Wed.  | Dlp.  | Wed.           | Dlp.           | Wed.   | Dlp.   |
| ------- | ------------- | ----------------- | ---------- | ---------- | ----- | ----- | -------------- | -------------- | ------ | ------ |
| 2011/12 | MTK Boedapest | Nemzeti Bajnokság | 2          | 0          | 1     | 0     | —              | —              | 3      | 0      |
| 2012/13 | MTK Boedapest | Nemzeti Bajnokság | 12         | 0          | 1     | 0     | —              | —              | 13     | 0      |
| 2013/14 | MTK Boedapest | Nemzeti Bajnokság | 21         | 4          | 6     | 0     | —              | —              | 27     | 4      |
| 2014/15 | MTK Boedapest | Nemzeti Bajnokság | 27         | 2          | 9     | 0     | —              | —              | 36     | 2      |
| 2015/16 | MTK Boedapest | Nemzeti Bajnokság | 33         | 1          | 1     | 0     | 2              | 0              | 36     | 1      |
| 2016/17 | MTK Boedapest | Nemzeti Bajnokság | 1          | 0          | 0     | 0     | 3              | 1              | 4      | 1      |
| 2016/17 | Le Havre      | Ligue 2           | 28         | 1          | 3     | 0     | —              | —              | 31     | 1      |
| 2017/18 | Le Havre      | Ligue 2           | 31         | 1          | 1     | 0     | —              | —              | 32     | 1      |
| 2018/19 | Le Havre      | Ligue 2           | 32         | 1          | 4     | 0     | —              | —              | 36     | 1      |
| 2019/20 | Le Havre      | Ligue 2           | 25         | 2          | 0     | 0     | —              | —              | 25     | 2      |
| 2020/21 | OH Leuven     | Eerste klasse A   | 12         | 0          | 1     | 0     | —              | —              | 13     | 0      |
| 2021/22 | OH Leuven     | Eerste klasse A   | 5          | 0          | 0     | 0     | —              | —              | 5      | 0      |
| 2021/22 | Fehérvár      | Nemzeti Bajnokság | 9          | 0          | 1     | 0     | —              | —              | 10     | 0      |
| 2022/23 | Fehérvár      | Nemzeti Bajnokság | 16         | 0          | 0     | 0     | —              | —              | 16     | 0      |
| 2023/24 | Fehérvár      | Nemzeti Bajnokság | 30         | 0          | 0     | 0     | —              | —              | 30     | 0      |
| 2024/25 | Újpest        | Nemzeti Bajnokság | 0          | 0          | 0     | 0     | —              | —              | 0      | 0      |
| Totaal  | Totaal        | Totaal            | 284        | 12         | 28    | 0     | 5              | 1              | 317    | 13     |

Bijgewerkt op 21 juli 2024.

## Interlandcarrière
Bese maakte zijn debuut in het Hongaars voetbalelftal op 4 juni 2016, toen door een eigen doelpunt van Ádám Lang en een treffer van Thomas Müller met 2–0 verloren werd op bezoek bij Duitsland. Bese begon aan het duel als reserve, maar van bondscoach Bernd Storck mocht hij acht minuten voor het einde van de wedstrijd als invaller voor Attila Fiola het veld betreden voor zijn eerste interlandoptreden. Met Hongarije nam Bese in juni 2016 deel aan het Europees kampioenschap 2016. Hongarije werd in de achtste finale uitgeschakeld door België (0–4), nadat het in de groepsfase als winnaar boven IJsland en Portugal was geëindigd. Bese kwam op het EK alleen in de derde poulewedstrijd in actie. Tegen Portugal werd met 3–3 gelijkgespeeld. De rechtsback mocht van Storck in de rust invallen voor Zoltán Gera, die de score nog had geopend na negentien minuten.
| Interlands van Barnabás Bese voor Hongarije | Interlands van Barnabás Bese voor Hongarije | Interlands van Barnabás Bese voor Hongarije | Interlands van Barnabás Bese voor Hongarije | Interlands van Barnabás Bese voor Hongarije | Interlands van Barnabás Bese voor Hongarije | Interlands van Barnabás Bese voor Hongarije |
| №                                           | Datum                                       | Wedstrijd                                   | Uitslag                                     | Competitie                                  | Goals                                       |                                             |
| Als speler bij MTK Boedapest                | Als speler bij MTK Boedapest                | Als speler bij MTK Boedapest                | Als speler bij MTK Boedapest                | Als speler bij MTK Boedapest                | Als speler bij MTK Boedapest                | Als speler bij MTK Boedapest                |
| ------------------------------------------- | ------------------------------------------- | ------------------------------------------- | ------------------------------------------- | ------------------------------------------- | ------------------------------------------- | ------------------------------------------- |
| 1                                           | 4 juni 2016                                 | Duitsland – Hongarije                       | 2 – 0                                       | Vriendschappelijk                           |                                             |                                             |
| 2                                           | 22 juni 2016                                | Hongarije – Portugal                        | 3 – 3                                       | EK 2016                                     |                                             |                                             |
| Als speler bij Le Havre                     |                                             |                                             |                                             |                                             |                                             |                                             |
| 3                                           | 10 oktober 2016                             | Letland – Hongarije                         | 0 – 2                                       | WK 2018 kwalificatie                        |                                             |                                             |
| 4                                           | 13 november 2016                            | Hongarije – Andorra                         | 4 – 0                                       | WK 2018 kwalificatie                        |                                             |                                             |
| 5                                           | 25 maart 2017                               | Portugal – Hongarije                        | 3 – 0                                       | WK 2018 kwalificatie                        |                                             |                                             |
| 6                                           | 5 juni 2017                                 | Hongarije – Rusland                         | 0 – 3                                       | Vriendschappelijk                           |                                             |                                             |
| 7                                           | 9 juni 2017                                 | Andorra – Hongarije                         | 1 – 0                                       | WK 2018 kwalificatie                        |                                             |                                             |
| 8                                           | 31 augustus 2017                            | Hongarije – Letland                         | 3 – 1                                       | WK 2018 kwalificatie                        |                                             |                                             |
| 9                                           | 7 oktober 2017                              | Zwitserland – Hongarije                     | 5 – 2                                       | WK 2018 kwalificatie                        |                                             |                                             |
| 10                                          | 9 november 2017                             | Luxemburg – Hongarije                       | 2 – 1                                       | Vriendschappelijk                           |                                             |                                             |
| 11                                          | 14 november 2017                            | Hongarije – Costa Rica                      | 1 – 0                                       | Vriendschappelijk                           |                                             |                                             |
| 12                                          | 23 maart 2018                               | Hongarije – Kazachstan                      | 2 – 3                                       | Vriendschappelijk                           |                                             |                                             |
| 13                                          | 11 september 2018                           | Hongarije – Griekenland                     | 2 – 1                                       | Nations League 2018/19                      |                                             |                                             |
| 14                                          | 12 oktober 2018                             | Griekenland – Hongarije                     | 1 – 0                                       | Nations League 2018/19                      |                                             |                                             |
| 15                                          | 15 oktober 2018                             | Estland – Hongarije                         | 3 – 3                                       | Nations League 2018/19                      |                                             |                                             |
| 16                                          | 24 maart 2019                               | Hongarije – Kroatië                         | 2 – 1                                       | EK 2020 kwalificatie                        |                                             |                                             |
| 17                                          | 11 juni 2019                                | Hongarije – Wales                           | 1 – 0                                       | EK 2020 kwalificatie                        |                                             |                                             |
| 18                                          | 5 september 2019                            | Montenegro – Hongarije                      | 2 – 1                                       | Vriendschappelijk                           |                                             |                                             |
| 19                                          | 9 september 2019                            | Hongarije – Slowakije                       | 1 – 2                                       | EK 2020 kwalificatie                        |                                             |                                             |
| 20                                          | 15 november 2019                            | Hongarije – Uruguay                         | 1 – 2                                       | Vriendschappelijk                           |                                             |                                             |
| Als speler bij OH Leuven                    |                                             |                                             |                                             |                                             |                                             |                                             |
| 21                                          | 6 september 2020                            | Hongarije – Rusland                         | 2 – 3                                       | Nations League 2020/21                      |                                             |                                             |
| 22                                          | 11 oktober 2020                             | Servië – Hongarije                          | 0 – 1                                       | Nations League 2020/21                      |                                             |                                             |
| 23                                          | 15 november 2020                            | Hongarije – Servië                          | 1 – 1                                       | Nations League 2020/21                      |                                             |                                             |

Bijgewerkt op 21 juli 2024.